# Portugalia na Letnich Igrzyskach Olimpijskich 1968
Portugalię na Letnich Igrzyskach Olimpijskich 1968 reprezentowało 20 zawodników: 19 mężczyzn i jedna kobieta. Był to 12. start reprezentacji Portugalii na letnich igrzyskach olimpijskich.

## Skład kadry

### Gimnastyka
Kobiety
- Esbela da Fonseca

wielobój indywidualnie – 85. miejsce,
ćwiczenia wolne – 88. miejsce,
skok przez konia – 71. miejsce,
ćwiczenia na poręczach – 72. miejsce,
ćwiczenia na równoważni – 91. miejsce,
Mężczyźni
- José Filipe Abreu

wielobój indywidualnie – 82. miejsce,
ćwiczenia wolne – 51. miejsce,
skok przez konia – 71. miejsce,
ćwiczenia na poręczach – 88. miejsce,
ćwiczenia na drążku – 99. miejsce,
ćwiczenia na kółkach – 47. miejsce,
ćwiczenia na koniu z łękami – 94. miejsce,

### Lekkoatletyka
Mężczyźni
- Manuel de Oliveira – bieg na 3000 m z przeszkodami – odpadł w eliminacjach,

### Podnoszenie ciężarów
- Luís Paquete – waga do 60 kg – nie sklasyfikowany,

### Szermierka
Mężczyźni
- José Pinheiro – szpada indywidualnie – odpadł w eliminacjach,
- João de Abreu – szpada indywidualnie – odpadł w eliminacjach,
- Francisco da Silva – szpada indywidualnie – odpadł w eliminacjach,
- Hélder Reis, José Pinheiro, João de Abreu, Francisco da Silva – szpada drużynowo – odpadli w eliminacjach,

### Zapasy
Mężczyźni
- Leonel Duarte – styl klasyczny waga do 52 kg – odpadł w eliminacjach,
- Luís Grilo – styl klasyczny waga do 57 kg – odpadł w eliminacjach,
- Adriano Morais – styl klasyczny waga do 63 kg – odpadł w eliminacjach,
- António Galantinho – styl klasyczny waga do 70 kg – odpadł w eliminacjach,

### Żeglarstwo
- Bernardo Silva – klasa Finn – 31. miejsce,
- Mário Quina, José Manuel Quina – klasa Star – 17. miejsce,
- António Menezes, António Weck, Fernando Bello – klasa Dragon – 17. miejsce,
- Orlando Rodrigues, Adriano da Silva – klasa Latający Holender – 27. miejsce,